# Aprilia RS
L'Aprilia RS è una motocicletta sportiva della casa motociclistica italiana prodotta Aprilia dal 1992 nelle cilindrate 50, 125 e 250 cm³ con motore a due tempi. L'uscita di produzione è avvenuta al termine del 2013, sostituita dall'Aprilia RS4.

## Il contesto
Con i modelli della serie "RS" — abbreviazione del termine tedesco «Rennsport», corrispettivo dell'italiano «Corse» — l'Aprilia seguiva il filone delle moto da strada derivate dalle competizioni, molto in voga tra i giovani nella prima metà degli anni 1990; all'epoca tutte le maggiori case motociclistiche mettevano in listino modelli di questo tipo che, pur a fronte di costi d'acquisto e gestione non particolarmente elevati, consentivano prestazioni di tutto rispetto.
La serie "RS" fu pensata in primis per sostituire nella gamma produttiva l'ormai datata "AF1", ma in seconda battuta anche per trarre un vantaggio commerciale dai numerosi successi sportivi conseguiti dall'azienda di Noale: già nel 1991, infatti, l'Aprilia era riuscita a conquistare il secondo posto nel Motomondiale, sia nella classe 125 che nella 250, e la stagione 1992 le aveva portato il primo titolo iridato della velocità.

## La serie
Sull'onda di quelle vittorie, nella primavera del 1992 venne presentata la serie "RS Extrema" che entrò in produzione, nella versione 125 cm³, a partire da Giugno 1992, seguita poi dalla versione "Replica Reggiani" entrata in produzione nell'Autunno dello stesso anno.
Dotate di una pregevole ciclistica che comprende il telaio in alluminio pressofuso a guscio sottile e con nervature di rinforzo, i freni con dischi flottanti, forcelle a steli rovesciati e molte altre raffinatezze tecniche, le moto sono equipaggiate da propulsori a due tempi potenti e sofisticati, oltre che minuziosamente curate nella carrozzeria e nella grafica.
Per la versione "125" era previsto anche l'allestimento "Sport Pro" destinato ai giovani intenzionati a gareggiare nel Campionato italiano Sport Production, ora denominato Coppa Italia.
Nel 1994 la gamma fu completata con la versione "250", dotata di un motore bicilindrico prodotto dalla Suzuki. Anche questo modello venne largamente impiegato per gare di velocità riservate a moto derivate dalla serie. La sua produzione terminò nel 2003, in seguito all'entrata in vigore delle nuove norme europee sulle emissioni.

## Aprilia RS 50

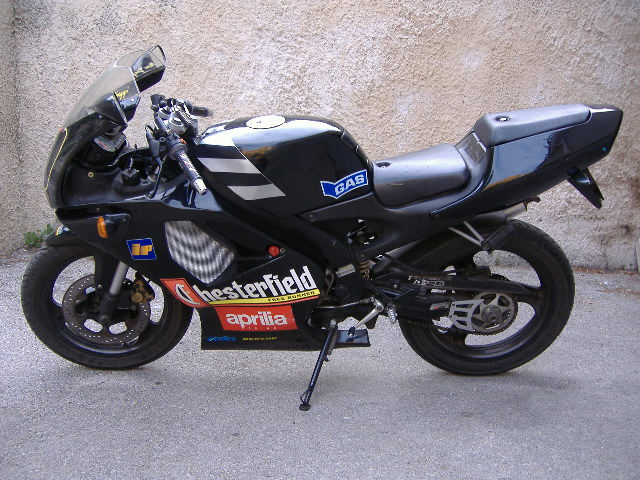
Aprilia RS 50: Max Biaggi (prima serie)

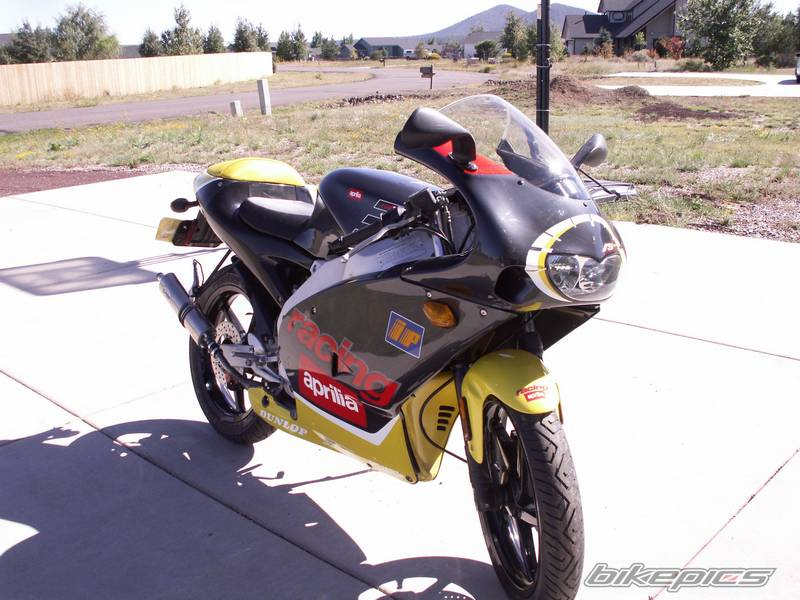
Aprilia RS 50 (seconda serie)

L'Aprilia RS 50 è il modello sportivo più piccolo della casa, questo modello come il 125 ha cambiato varie livree nel corso degli anni imitando la sorella maggiore e anche qualche componente.

### Prima serie
La "prima serie" prodotta dal 1992 fino al 1996 è caratterizzata dalla ruota anteriore da 16" e dalla sospensione posteriore monobraccio; trasmissione ed impianto frenante posteriore sono quindi posizionate entrambe sul lato sinistro della ruota.
Diversi restyling nel corso degli anni, tra cui la modifica del faro anteriore e degli specchietti nel 1995.

### Seconda serie
La "seconda serie", prodotta dal 1997 al 2005, ha portato la ruota anteriore a 17", con i canali maggiori delle due ruote sia all'anteriore (2,50" invece di 2,15") che la posteriore (3,00" invece di 2,75") e l'utilizzo della più tradizionale sospensione doppio braccio portando quindi la trasmissione e l'impianto frenante posteriore su due lati distinti della moto. Anche il telaio venne cambiato totalmente rispetto alla vecchia serie
La carenatura divenne più ingombrante e voluminosa, volendo replicare le versioni 125/250 da gran premio. Il peso scese da circa 92-93 kg a 89 kg.
Il modello era inizialmente in competizione con altri, tra cui l'Honda con l'NSR 50 e la Cagiva Mito 50. L'RS 50 risultava essere un buon compromesso tra qualità e prezzo. Col passare degli anni gran parte delle concorrenti quindi scomparvero e successivamente vennero sostituite da altre concorrenti altrettanto competitive e moderne come la TZR 50 e la GPR 50.

### Terza serie
La "terza serie", prodotta dal 2006 al 2013, deriva strettamente dalla Derbi GPR 50. Come la "cugina" spagnola è equipaggiata con componenti di prim'ordine se si pensa che è e rimane un ciclomotore, le differenze rimangono quindi solo a livello estetico. Cupolino, parafango anteriore e carene laterali adottano ora le stesse forme della quarta serie dell'RS 125, per continuare il family-feeling con la RSV 1000, meccanicamente si passa a ruote con canale maggiore sia all'anteriore (2,75" invece di 2,50"), in modo da poter adoperare pneumatici più grandi (100 in luogo dei 90 all'anteriore) e la posteriore (3,50" invece di 3,00"), in modo da poter adoperare pneumatici più grandi (130 in luogo dei 110 al posteriore), inoltre si adotta il nuovo blocco motore Derbi D50B.

## Aprilia RS 125
La RS 125 è uno dei modelli di maggior successo dell'Aprilia. Partecipa a vari campionati di velocità, sia al Campionato italiano Sport Production che all'Europeo. Inoltre Aprilia a questo modello così come alla sorella di cilindrata doppia ha dedicato ufficialmente il relativo campionato monomarca.
Questa moto è l'evoluzione dell'Aprilia Futura, ultima discendente della stirpe AF1 nata negli anni'80 con la Project 108 (nome del progetto del monobraccio posteriore che vide anche una querelle giudiziaria con Honda che aveva presentato la VFR750R-RC30) e proseguita con diverse versioni.

### Prima serie
Di conseguenza, nell'avanzare della modernità, nel 1992 venne presentata la "prima serie" che sarebbe durata fino al 1994, la quale ha il nome di "Extrema", dove questa serie si differenzia dall'Aprilia AF1 per via del forcellone bibraccio al posto del monobraccio, dal nuovo telaio e carenature derivati dalla Aprilia RSW 125 del 1991. Il motore resta il conosciuto Rotax 123, modificato per l'ultima volta sulle Extrema del 1994 con una testa leggermente più compressa e carter con una fusione migliorata, come per l'RX dello stesso anno.
Esistono tre modelli/anno che si distinguono facilmente per via del telaio:
- i telai nel '92 sono grigio goffrato (verniciato) e le colorazioni sono "prugna" e replica Reggiani, ma in realtà dovrebbe essere replica Gramigni, pilota che vinse il titolo 125 nel 1992. Questa colorazione arrivò solo dopo qualche mese - cerchi neri su tutte e tabelle portanumero con solo il contorno bianco, è presente lo sponsor "Unlimited jeans" e gli sponsor tecnici in fondo alla carena;
- i telai del '93 sono sempre verniciati, ma di un grigio semi opaco che tende a ingiallire su molti esemplari e fu venduta con colorazioni giallo/blu petrolio, viola/nero e Reggiani replica (cerchi neri, mentre la Reggiani li ha viola e ha tabelle porta numero nere e adesivi replica anziché "Unlimited jeans" e senza sponsor tecnici e ha la scritta Reggiani sul plexiglas);
- il telaio dal '94 è lucido sia per la RS125R (che è la denominazione ufficiale della "carena rossa") che per la RS125 Replica (che è la Chesterfield), la forcella cambia sia nei colori (piedini neri e anodizzazione grigia lievemente più scura della precedente) che nei tappi che sono con esagono esterno. Nel '94 la testa ha maggiore compressione, l'idraulica della forcella è rivista e si ha l'ultima serie chiamata Extrema, il contagiri diventa a sfondo nero e le pinze freni color oro/caramello). La versione SP ha ancora le regolazioni della forcella e ha un carter pressofuso in maniera differente per garantire migliori qualità meccaniche (non è chiaro se questo sia vero anche per la versione standard). Lo scarico ha terminale in alluminio non smontabile, ma ricoperto con un tubo in vero carbonio. Le prese aria anteriori su cui sono ancorate le frecce diventano carbon look. Pur non essendo ufficialmente una Biaggi Replica, è da ricordare che nel 1994 fu proprio il pilota romano con la 250 Chesterfield a vincere il mondiale.

Il kit adesivi della Reggiani '93 includeva le scritte sport pro e replica, mentre la serie completa chesterfield esiste nella versione replica che in quella con adesivi "doppi replica e sport-pro.
Le versioni sport-pro hanno carburatore da 28, cerchi più pregiati e leggeri della Marchesini (nel '94 il canale posteriore passa a 4"), gomme normalmente più strette, scarico e cilindro specifico, accensione speciale (la centralina ha la scritta aprilia racing) e avviamento a pedale. Il telaio delle Rs normali ha sigla GS, mentre le SP hanno sigla LA. Tali "prefissi" dei codici di omologazione si ritrovano sulle scritte dell'espansione e del silenziatore di scarico. Le forcelle sono regolabili (all'apice del fodero destro) al pari del monoammortizzatore. Pare che le prese d'aria anteriori della '94 siano nere e non carbon look. Sempre per la versione 1994 le pinze della SP sono color nero anziché oro/caramello. Senza i componenti speciali descritti la moto è un "rimontato" il cui valore anche storico è quello di una moto non originale/non completa.
Nel 1995 nasce la seconda serie della RS che avrà ancora la scritta Extrema sugli adesivi del telaio e che includerà "Biaggi replica" con adesivo commemorativo della vittoria nel mondiale 125 (con Kazuto Sakata e il cui sponsor non era Chestefiled) e 250. La prima Extrema "Chesterfield" è uscita proprio nel 1994 ed è insieme alla Reggiani (primo pilota iridato con le moto di Noale nella 250) una pietra miliare dell'immagine del motociclismo sportivo italiano e Aprilia. Tra l'altro nel 1994 Aprilia si aggiudicò sia il mondiale 125 che 250.

### Seconda serie

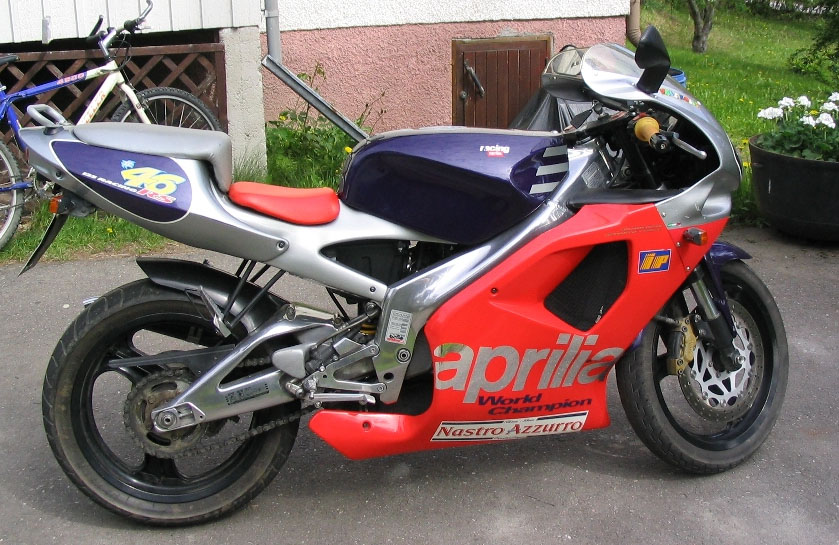
Aprilia RS 125 seconda serie replica Valentino Rossi

La seconda serie sostituisce la precedente nel 1995 e durò fino al 1998, si distingue per il faro, non è più a trapezio isoscele rovesciato, ma del tipo a semicerchio, con la parte centrale e superiore leggermente rientrante, inoltre si adotta sempre la doppia prese d'aria laterali su cupolino, ma semplificate (integrate direttamente nelle carene) e ampliate rispetto alla prima serie dove erano sporgenti, ma vengono effettuati anche dei cambiamenti meccanici, fra cui l'adozione di un nuovo motore (Rotax 122 al posto del Rotax 123) e impianto elettrico e d'accensione ad anticipo variabile (SEM), con un nuovo alternatore trifase da 180 W, al posto del precedente bifase da 185 W, l'impianto frenante ora non è più con le sole pinze Brembo, ma è completamente di fornitura Grimeca, con pinze firmate Aprilia.
Questa serie hanno continuato a richiamare l'attenzione grazie all'impronta da vera sportiva, riprendendo la linea della nuova Aprilia RSW 125 del motomondiale, fu messa in vendita in varie versioni, come la versione Silver e Replica Valentino Rossi.

### Terza serie

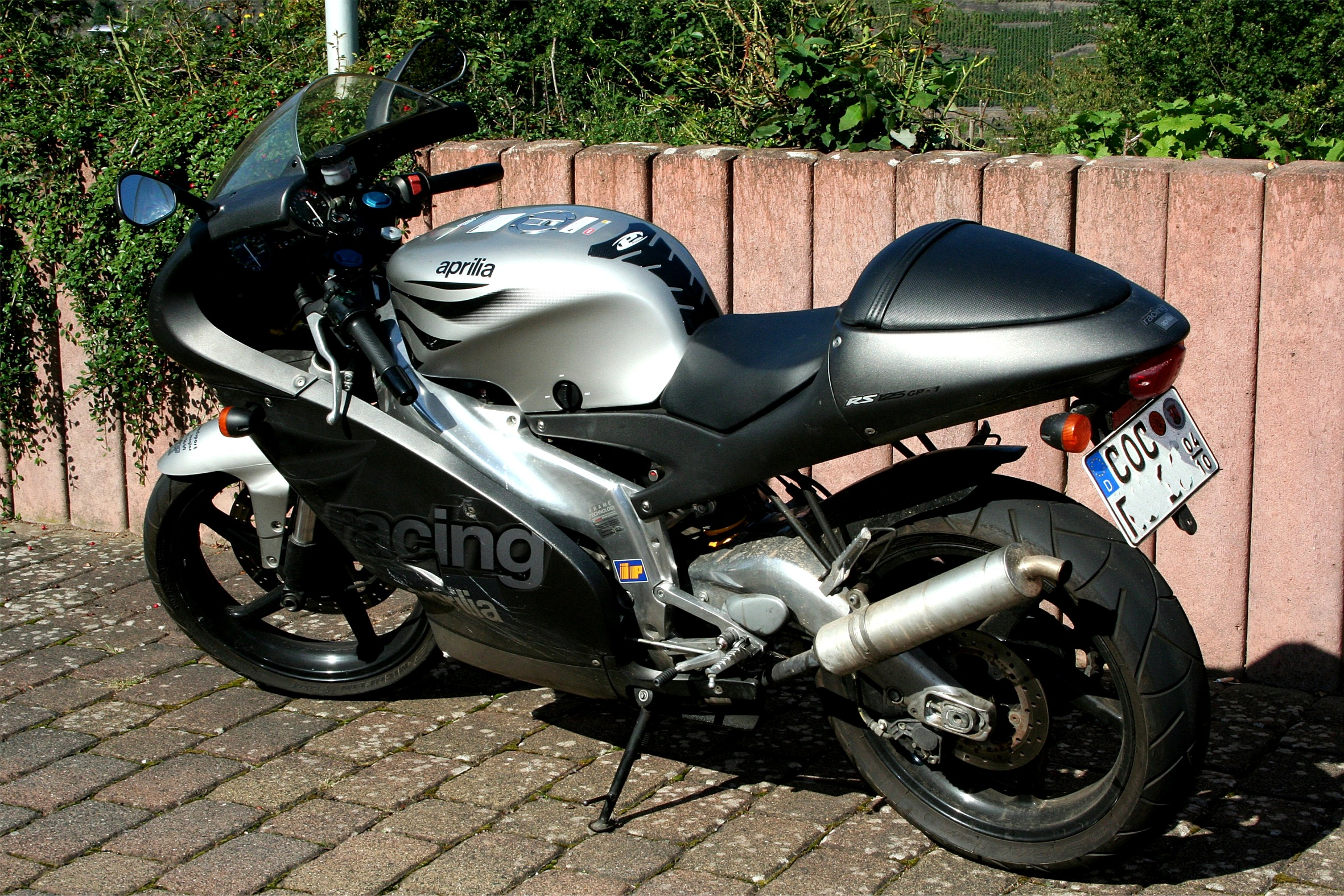
Aprilia RS 125 terza serie 2002

La "terza serie" introdotta nel 1998 e in commercio fino al 2005 è ispirata al modello della Moto GP che comprende un settaggio aerodinamico abbastanza arrotondato, con un cupolino ridimensionato, con l'uso di una sola presa d'aria a destra e più centrale, carene più strette prive delle feritoie per il radiatore e codino a goccia, anche di questo modello sono state messe in produzione diverse colorazioni e repliche del motomondiale, inoltre si cambia tipologia di disco freno, che ora è più spesso di un millimetro (5 mm invece di 4 mm) ma rimane sempre del diametro di 320 mm abbinato a nuovi cerchi a cinque razze invece di tre sempre con i rispettivi canali da 3" all'anteriore e 4" al posteriore.
L'Aprilia Rs 125, per rientrare nelle normative europee anti-inquinamento e soprattutto per permetterne la guida da parte dei sedicenni neopatentati, dal 1995 esce dalla casa costruttrice con notevoli limitazioni di potenza da circa 30 cavalli viene depotenziata a 15 per rientrare nei limite della patente A1.
Queste limitazioni consistono in meccanismi che impediscono parzialmente l'immissione di miscela nel gruppo termico, strozzature nell'espansione di scarico, limitazioni elettroniche date dall'assenza della centralina attuatrice della valvola e l'adozione di una valvola parzializzatrice fissa che funge non più come regolatore della risonanza dell'espansione, ma da limitatore di giri supplementare e di limitatore di coppia agli alti regimi.
Per riacquistare la potenza della moto per l'utilizzo in pista dal 1995 l'Aprilia ha messo in commercio un kit (che sarà denominato in seguito Full Power) facile da montare, che prevedeva una valvola RAVE funzionante ed un'espansione diversa, questo kit può essere utilizzato per avere esattamente come negli anni precedenti o come fuori dall'Italia un 125 a piena potenza.

### Quarta serie

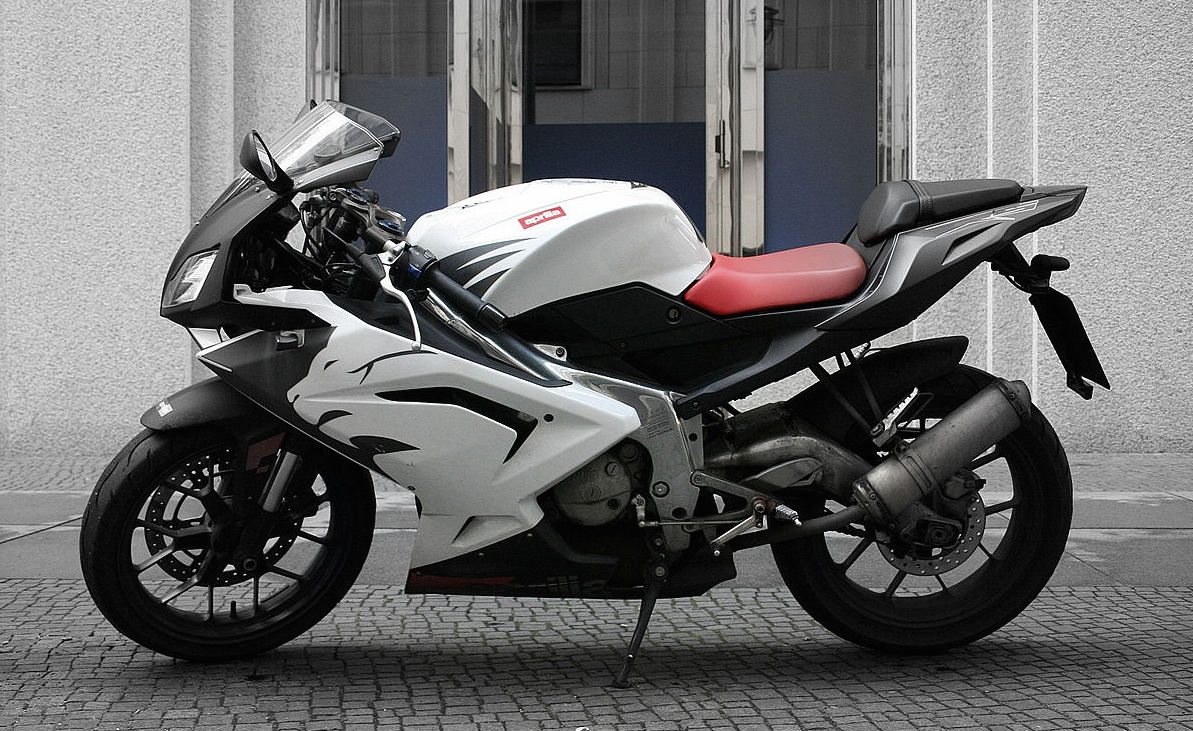
Aprilia RS 125 quarta serie, vista laterale

Presentata nel 2005 la "quarta serie" della RS 125 come "modello dell'anno 2006" entra in commercio nel 2006 e fu prodotta fino a dicembre del 2013. Presenta una carenatura ed una componentistica meccanica completamente revisionate come i freni con pinze radiali che la fanno assomigliare alla sorella maggiore sportiva RSV1000.
Nel 2007 esce una variante che pur essendo uguale come estetica adotta un carburatore elettronico VHST 28 dell'Orto con valvola a saponetta (a differenza del precedente PHBH 28 a valvola cilindrica), il catalizzatore allo scarico oltre che una nuova centralina Piaggio e un nuovo contagiri da 14.000 rpm anziché 12.000 rpm. Centralina che rimpiazza sia la vecchia Nippon-Denso che la utile centralina dell'apertura della valvola di scarico racchiudendo entrambe le centraline in essa e presentando anche una variante per il ripotenziamento della moto; compare inoltre una nuova spia chiamata EFI (Electronic Fuel Injection) per eventuali malfunzionamenti. Il tutto per consentire l'omologazione Euro 3 e per continuare a rimanere nel mercato non solo rivaleggiando con la Mito, ma ora anche con la Derbi GPR 125 Racing e la Gilera SC 125.

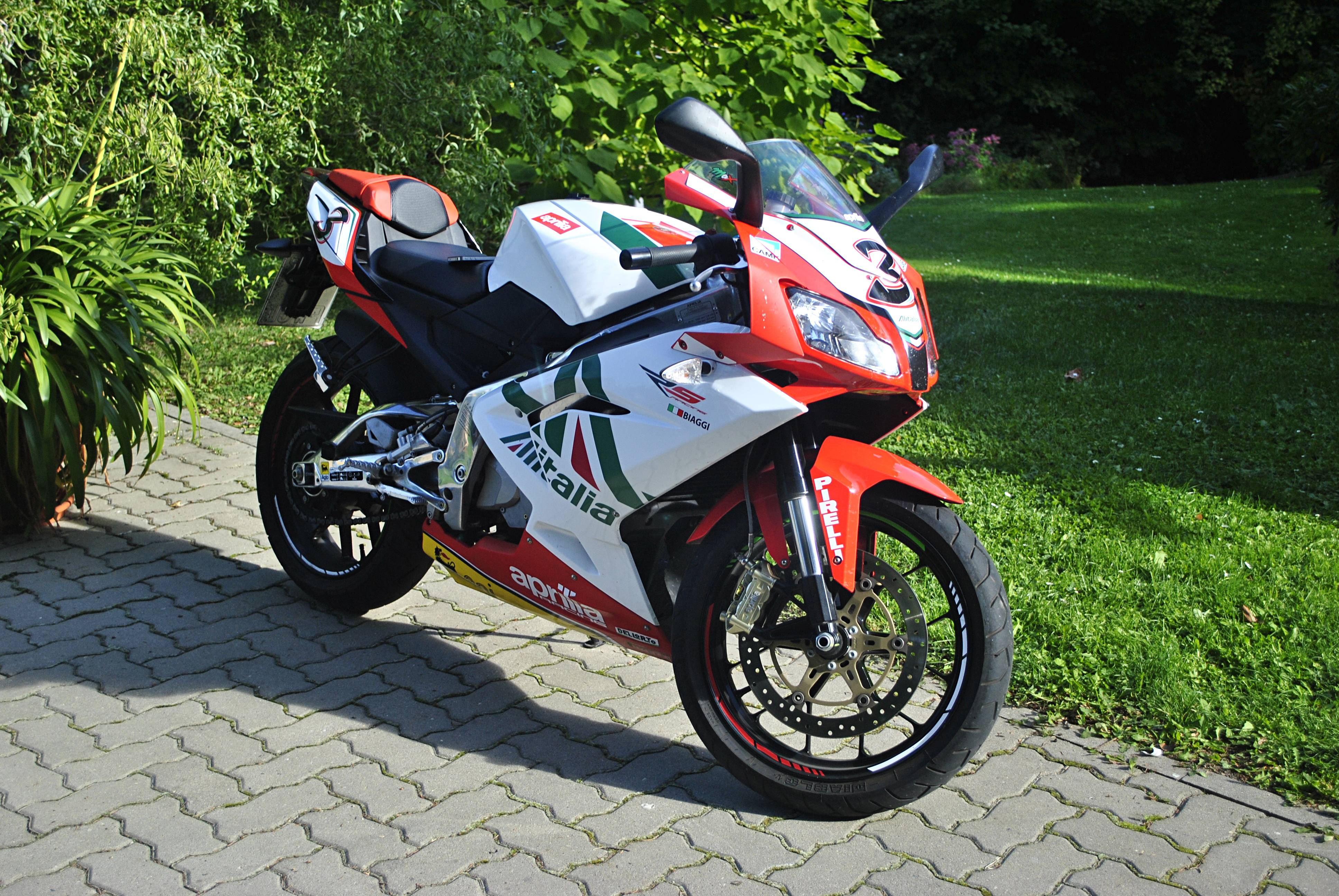
Aprilia RS 125 quarta serie in livrea Alitalia del 2011

Nel 2008 escono tre nuove colorazioni: Spain's nº1 (Replica Jorge Lorenzo nº1), Nero Aprilia e Rosso Fluo.
L'Aprilia RS sfoggia una ciclistica sofisticata: un forcellone in alluminio pressofuso a bracci asimmetrici, di cui uno con carpiata di rinforzo, un telaio a guscio con nervature interne direttamente derivato dal reparto corse della casa di Noale e, negli ultimi modelli, anche di un avantreno più rifinito, con un freno a disco con pinza radiale a 4 pistoncini contrapposti, che assicura una frenata più efficace e modulabile, cerchi in lega leggera ed una piastra di sterzo alleggerita e dal design molto accattivante.

## Aprilia RS 250

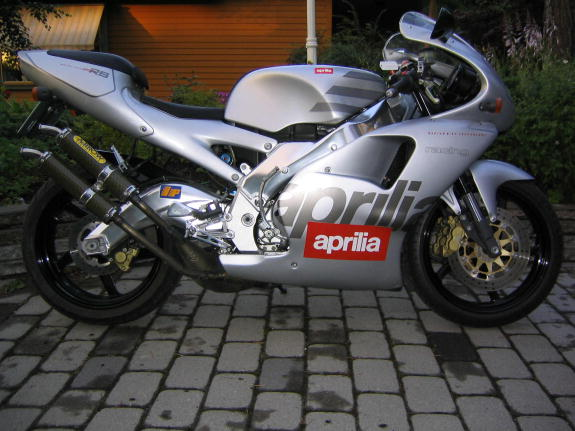
Aprilia RS 250 1997 "Romboni" (prima serie)

L'Aprilia RS 250 è la versione con motore bicilindrico da 249 cm³ derivato da quello della rivale Suzuki RGV Gamma 250, ma leggermente rivisitato da aprilia per migliorare lubrificazione e raffreddamento . Essendo l'ultima evoluzione di sportiva italiana, 250cc a due tempi, ne hanno fatto una delle moto di culto degli anni novanta.
La sua presentazione avviene nel 1995, periodo in cui le case giapponesi stavano cominciando ad abbandonare il settore 250, le quali erano presenti fino ai primi anni novanta con le varie TZR, RGV Gamma e RGV R, Honda NSR. Aprilia non si fece scoraggiare dai numeri che davano il mercato dei 250 in flessione, ma scommise su questa categoria. I risultati di vendita e l'apprezzamento del pubblico per le doti di questa moto le diedero ragione.

### Prima serie
L'Aprilia si ritrovò a non avere concorrenza diretta nel settore, così la "prima serie" della RS 250 (prodotta dal 1995 fino al 1997) riscosse un successo inaspettato, dovuto anche alle caratteristiche molto sportive della moto. Le uniche pecche segnalate dagli appassionati riguardavano l'erogazione della coppia che seppure molto lineare, era carente ai bassi regimi, al serbatoio non molto capiente e ai problemi che causava al motore la rottura delle valvole parzializzatrici di scarico, le quali potevano cadere nel cilindro e provocare grandi danni.

### Seconda serie
Il modello verrà aggiornato nei vari settaggi e nei componenti, con la cosiddetta "seconda serie" del 1998, prodotta fino al 2002 in concomitanza con l'RS 50 e 125, il codino assunse una forma a goccia e vi è l'eliminazione delle feritoie laterali per il radiatore e la presa d'aria viene spostata sul cupolino, ispirata direttamente alle Aprilia RSW che correvano nella GP 125 e 250 e venne dotata di un serbatoio di maggiore capacità e di un motore rivisto per essere più ricco di coppia ai bassi regimi, riuscendo al contempo a non sacrificare potenza agli alti, ma anche in grado di rispettare le normative antinquinamento che man mano diventavano sempre più limitanti, inoltre viene rivisto l'impianto anteriore (dischi freno, pinze e relativa pompa). LA prima colorazione disponibile è la replica Valentino Rossi, ispirata alla versione da gp, di colore violaceo, arancione e grigio.
La moto comunque rimase sempre con la sua indole da sportiva pura, caratterizzato dal fatto d'avere il solo avviamento a pedale, dalle molteplici capacità di regolazione della moto, che ne permettevano sempre un perfetto settaggio per la guida sia di tutti i giorni che da pista, dal peso molto ridotto che dà alla moto un'agilità molto elevata soprattutto in rapporto alla potenza.
Le varie annate della seconda serie sono riconoscibili (se originali) per la colorazione delle carene, che solitamente riprendevano i colori con i quali gareggiavano i piloti Aprilia nel motomondiale dell'anno precedente. Come ad esempio la replica "Valentino Rossi" del 1998 e 1999, la "Reggiani" replica del 1995.

## Caratteristiche tecniche
| Caratteristiche tecniche - Aprilia RS 50 fino al 2005 | Caratteristiche tecniche - Aprilia RS 50 fino al 2005 | Caratteristiche tecniche - Aprilia RS 50 fino al 2005 | Caratteristiche tecniche - Aprilia RS 50 fino al 2005 | Caratteristiche tecniche - Aprilia RS 50 fino al 2005 | Caratteristiche tecniche - Aprilia RS 50 fino al 2005 |
| Dimensioni e pesi                                     | Dimensioni e pesi | Dimensioni e pesi | Dimensioni e pesi | Dimensioni e pesi | Dimensioni e pesi |
| ----------------------------------------------------- | --- | --- | --- | --- | --- |
| Ingombri (lungh.×largh.×alt.)                         | 1875 × 640 × 1090 mm | 1875 × 640 × 1090 mm | 1875 × 640 × 1090 mm | 1875 × 640 × 1090 mm | 1875 × 640 × 1090 mm |
| Altezze                                               | Sella: 780 mm - Minima da terra: 170 mm - Pedane: 355 mm | Sella: 780 mm - Minima da terra: 170 mm - Pedane: 355 mm | Sella: 780 mm - Minima da terra: 170 mm - Pedane: 355 mm | Sella: 780 mm - Minima da terra: 170 mm - Pedane: 355 mm | Sella: 780 mm - Minima da terra: 170 mm - Pedane: 355 mm |
| Interasse: 1280 mm                                    | Interasse: 1280 mm | Massa a vuoto: | Massa a vuoto: | Serbatoio: 12,2 l, dal 1996 13 l | Serbatoio: 12,2 l, dal 1996 13 l |
| Meccanica                                             | | | | | |
| Tipo motore: Monocilindrico a 2 tempi Minarelli AM6   | Tipo motore: Monocilindrico a 2 tempi Minarelli AM6 | Tipo motore: Monocilindrico a 2 tempi Minarelli AM6 | Tipo motore: Monocilindrico a 2 tempi Minarelli AM6 | Raffreddamento: a liquido | Raffreddamento: a liquido |
| Cilindrata                                            | 49,75 cm³ (Alesaggio 40,3 × Corsa 39 mm) | 49,75 cm³ (Alesaggio 40,3 × Corsa 39 mm) | 49,75 cm³ (Alesaggio 40,3 × Corsa 39 mm) | 49,75 cm³ (Alesaggio 40,3 × Corsa 39 mm) | 49,75 cm³ (Alesaggio 40,3 × Corsa 39 mm) |
| Distribuzione: valvola lamellare                      | Distribuzione: valvola lamellare | Distribuzione: valvola lamellare | Alimentazione: carburatore Dell'Orto SHA 14/12, dal 2001 PHBN 16 HS | Alimentazione: carburatore Dell'Orto SHA 14/12, dal 2001 PHBN 16 HS | Alimentazione: carburatore Dell'Orto SHA 14/12, dal 2001 PHBN 16 HS |
| Potenza:                                              | Potenza: | Coppia: | Coppia: | Rapporto di compressione: 12±0,5:1 | Rapporto di compressione: 12±0,5:1 |
| Frizione: multidisco in bagno d'olio                  | Frizione: multidisco in bagno d'olio | Frizione: multidisco in bagno d'olio | Cambio: sequenziale a 5 marce (sempre in presa) 1° 12/36 (3,000) 2° 16/33 (2,062) 3° 19/29 (1,526) 4° 22/27 (1,227) 5° 24/25 (1,042) dal 1996 6 marce (sempre in presa) 1° 12/36 (3,000) 2° 16/33 (2,062) 3° 19/29 (1,526) 4° 22/27 (1,227) 5° 24/25 (1,042) 6° 25/24 (0,960)  | Cambio: sequenziale a 5 marce (sempre in presa) 1° 12/36 (3,000) 2° 16/33 (2,062) 3° 19/29 (1,526) 4° 22/27 (1,227) 5° 24/25 (1,042) dal 1996 6 marce (sempre in presa) 1° 12/36 (3,000) 2° 16/33 (2,062) 3° 19/29 (1,526) 4° 22/27 (1,227) 5° 24/25 (1,042) 6° 25/24 (0,960)  | Cambio: sequenziale a 5 marce (sempre in presa) 1° 12/36 (3,000) 2° 16/33 (2,062) 3° 19/29 (1,526) 4° 22/27 (1,227) 5° 24/25 (1,042) dal 1996 6 marce (sempre in presa) 1° 12/36 (3,000) 2° 16/33 (2,062) 3° 19/29 (1,526) 4° 22/27 (1,227) 5° 24/25 (1,042) 6° 25/24 (0,960)  |
| Accensione                                            | elettronica | elettronica | elettronica | elettronica | elettronica |
| Trasmissione                                          | primaria a ingranaggi 20/71 (3,550); secondaria a catena | primaria a ingranaggi 20/71 (3,550); secondaria a catena | primaria a ingranaggi 20/71 (3,550); secondaria a catena | primaria a ingranaggi 20/71 (3,550); secondaria a catena | primaria a ingranaggi 20/71 (3,550); secondaria a catena |
| Avviamento                                            | elettrico CDI (ad anticipo fisso) | elettrico CDI (ad anticipo fisso) | elettrico CDI (ad anticipo fisso) | elettrico CDI (ad anticipo fisso) | elettrico CDI (ad anticipo fisso) |
| Ciclistica                                            | | | | | |
| Telaio                                                | bitrave in alluminio | bitrave in alluminio | bitrave in alluminio | bitrave in alluminio | bitrave in alluminio |
| Sospensioni                                           | Anteriore: forcella teleidraulica da 30 / Posteriore: monoammortizzatore con regolazione del precarico | Anteriore: forcella teleidraulica da 30 / Posteriore: monoammortizzatore con regolazione del precarico | Anteriore: forcella teleidraulica da 30 / Posteriore: monoammortizzatore con regolazione del precarico | Anteriore: forcella teleidraulica da 30 / Posteriore: monoammortizzatore con regolazione del precarico | Anteriore: forcella teleidraulica da 30 / Posteriore: monoammortizzatore con regolazione del precarico |
| Freni                                                 | Anteriore: disco singolo da 290 mm, dal 1996 disco singolo da 280 mm / Posteriore: disco singolo da 180 mm | Anteriore: disco singolo da 290 mm, dal 1996 disco singolo da 280 mm / Posteriore: disco singolo da 180 mm | Anteriore: disco singolo da 290 mm, dal 1996 disco singolo da 280 mm / Posteriore: disco singolo da 180 mm | Anteriore: disco singolo da 290 mm, dal 1996 disco singolo da 280 mm / Posteriore: disco singolo da 180 mm | Anteriore: disco singolo da 290 mm, dal 1996 disco singolo da 280 mm / Posteriore: disco singolo da 180 mm |
| Pneumatici                                            | anteriore da 90/90 16 o in alternativa 80/100 16 su cerchi con canale da 2,15"; posteriore da 110/80 17 o in alternativa 100/80 su cerchi con canale da 2.75", dal 1996 anteriore da 90/80 17 su cerchi con canale da 2,5"; posteriore da 110/80 17 su cerchi con canale da 3" | anteriore da 90/90 16 o in alternativa 80/100 16 su cerchi con canale da 2,15"; posteriore da 110/80 17 o in alternativa 100/80 su cerchi con canale da 2.75", dal 1996 anteriore da 90/80 17 su cerchi con canale da 2,5"; posteriore da 110/80 17 su cerchi con canale da 3" | anteriore da 90/90 16 o in alternativa 80/100 16 su cerchi con canale da 2,15"; posteriore da 110/80 17 o in alternativa 100/80 su cerchi con canale da 2.75", dal 1996 anteriore da 90/80 17 su cerchi con canale da 2,5"; posteriore da 110/80 17 su cerchi con canale da 3" | anteriore da 90/90 16 o in alternativa 80/100 16 su cerchi con canale da 2,15"; posteriore da 110/80 17 o in alternativa 100/80 su cerchi con canale da 2.75", dal 1996 anteriore da 90/80 17 su cerchi con canale da 2,5"; posteriore da 110/80 17 su cerchi con canale da 3" | anteriore da 90/90 16 o in alternativa 80/100 16 su cerchi con canale da 2,15"; posteriore da 110/80 17 o in alternativa 100/80 su cerchi con canale da 2.75", dal 1996 anteriore da 90/80 17 su cerchi con canale da 2,5"; posteriore da 110/80 17 su cerchi con canale da 3" |
| Fonte dei dati:                                       | | | | | |

| Caratteristiche tecniche - Aprilia RS 50 dopo il 2006             | Caratteristiche tecniche - Aprilia RS 50 dopo il 2006 | Caratteristiche tecniche - Aprilia RS 50 dopo il 2006 | Caratteristiche tecniche - Aprilia RS 50 dopo il 2006 | Caratteristiche tecniche - Aprilia RS 50 dopo il 2006 | Caratteristiche tecniche - Aprilia RS 50 dopo il 2006 |
| Dimensioni e pesi                                                 | Dimensioni e pesi | Dimensioni e pesi | Dimensioni e pesi | Dimensioni e pesi | Dimensioni e pesi |
| ----------------------------------------------------------------- | --- | --- | --- | --- | --- |
| Ingombri (lungh.×largh.×alt.)                                     | 1965 × 720 × (massima al cupolino) 1100 mm | 1965 × 720 × (massima al cupolino) 1100 mm | 1965 × 720 × (massima al cupolino) 1100 mm | 1965 × 720 × (massima al cupolino) 1100 mm | 1965 × 720 × (massima al cupolino) 1100 mm |
| Altezze                                                           | Sella: 810 mm | Sella: 810 mm | Sella: 810 mm | Sella: 810 mm | Sella: 810 mm |
| Interasse: 1310,5 mm                                              | Interasse: 1310,5 mm | Massa a vuoto: 112 kg in ordine di marcia, a secco 89 kg | Massa a vuoto: 112 kg in ordine di marcia, a secco 89 kg | Serbatoio: 13 l | Serbatoio: 13 l |
| Meccanica                                                         | | | | | |
| Tipo motore: Monocilindrico a 2 tempi Derbi D50B (gruppo Piaggio) | Tipo motore: Monocilindrico a 2 tempi Derbi D50B (gruppo Piaggio) | Tipo motore: Monocilindrico a 2 tempi Derbi D50B (gruppo Piaggio) | Tipo motore: Monocilindrico a 2 tempi Derbi D50B (gruppo Piaggio) | Raffreddamento: a liquido | Raffreddamento: a liquido |
| Cilindrata                                                        | 49,9 cm³ (Alesaggio 39,86 × Corsa 40,00 mm) | 49,9 cm³ (Alesaggio 39,86 × Corsa 40,00 mm) | 49,9 cm³ (Alesaggio 39,86 × Corsa 40,00 mm) | 49,9 cm³ (Alesaggio 39,86 × Corsa 40,00 mm) | 49,9 cm³ (Alesaggio 39,86 × Corsa 40,00 mm) |
| Distribuzione: valvola lamellare                                  | Distribuzione: valvola lamellare | Distribuzione: valvola lamellare | Alimentazione: carburatore Dell'Orto PHVA 17,5 | Alimentazione: carburatore Dell'Orto PHVA 17,5 | Alimentazione: carburatore Dell'Orto PHVA 17,5 |
| Potenza:                                                          | Potenza: | Coppia: | Coppia: | Rapporto di compressione: 11,5:1 | Rapporto di compressione: 11,5:1 |
| Frizione: multidisco in bagno d'olio                              | Frizione: multidisco in bagno d'olio | Frizione: multidisco in bagno d'olio | Cambio: sequenziale a 6 marce (sempre in presa) 1° 11/34 (3,091) 2° 15/30 (2,000) 3° 18/27 (1,500) 4° 20/24 (1,200) 5° 22/23 (1,045) 6° 23/22 (0,956) | Cambio: sequenziale a 6 marce (sempre in presa) 1° 11/34 (3,091) 2° 15/30 (2,000) 3° 18/27 (1,500) 4° 20/24 (1,200) 5° 22/23 (1,045) 6° 23/22 (0,956) | Cambio: sequenziale a 6 marce (sempre in presa) 1° 11/34 (3,091) 2° 15/30 (2,000) 3° 18/27 (1,500) 4° 20/24 (1,200) 5° 22/23 (1,045) 6° 23/22 (0,956) |
| Accensione                                                        | elettronica CDI (ad anticipo fisso) | elettronica CDI (ad anticipo fisso) | elettronica CDI (ad anticipo fisso) | elettronica CDI (ad anticipo fisso) | elettronica CDI (ad anticipo fisso) |
| Trasmissione                                                      | primaria a ingranaggi 21/78 (3,714); secondaria a catena 14/53 (3,785) | primaria a ingranaggi 21/78 (3,714); secondaria a catena 14/53 (3,785) | primaria a ingranaggi 21/78 (3,714); secondaria a catena 14/53 (3,785) | primaria a ingranaggi 21/78 (3,714); secondaria a catena 14/53 (3,785) | primaria a ingranaggi 21/78 (3,714); secondaria a catena 14/53 (3,785) |
| Avviamento                                                        | elettrico | elettrico | elettrico | elettrico | elettrico |
| Ciclistica                                                        | | | | | |
| Telaio                                                            | bitrave in alluminio con profilo estruso rinforzato all’interno | bitrave in alluminio con profilo estruso rinforzato all’interno | bitrave in alluminio con profilo estruso rinforzato all’interno | bitrave in alluminio con profilo estruso rinforzato all’interno | bitrave in alluminio con profilo estruso rinforzato all’interno |
| Sospensioni                                                       | Anteriore: forcella teleidraulica di tipo "up-side-down" (a steli rovesciati) con diametro steli di 40mm corsa di 120 mm / Posteriore: Forcellone in alluminio con doppio braccio estruso rinforzato e capriata di rinforzo, monoammortizzatore idraulico non regolabile escursione ruota 110 mm | Anteriore: forcella teleidraulica di tipo "up-side-down" (a steli rovesciati) con diametro steli di 40mm corsa di 120 mm / Posteriore: Forcellone in alluminio con doppio braccio estruso rinforzato e capriata di rinforzo, monoammortizzatore idraulico non regolabile escursione ruota 110 mm | Anteriore: forcella teleidraulica di tipo "up-side-down" (a steli rovesciati) con diametro steli di 40mm corsa di 120 mm / Posteriore: Forcellone in alluminio con doppio braccio estruso rinforzato e capriata di rinforzo, monoammortizzatore idraulico non regolabile escursione ruota 110 mm | Anteriore: forcella teleidraulica di tipo "up-side-down" (a steli rovesciati) con diametro steli di 40mm corsa di 120 mm / Posteriore: Forcellone in alluminio con doppio braccio estruso rinforzato e capriata di rinforzo, monoammortizzatore idraulico non regolabile escursione ruota 110 mm | Anteriore: forcella teleidraulica di tipo "up-side-down" (a steli rovesciati) con diametro steli di 40mm corsa di 120 mm / Posteriore: Forcellone in alluminio con doppio braccio estruso rinforzato e capriata di rinforzo, monoammortizzatore idraulico non regolabile escursione ruota 110 mm |
| Freni                                                             | Anteriore: disco in acciaio inox Ø 300 mm / Posteriore: a disco in acciaio inox Ø 180 mm | Anteriore: disco in acciaio inox Ø 300 mm / Posteriore: a disco in acciaio inox Ø 180 mm | Anteriore: disco in acciaio inox Ø 300 mm / Posteriore: a disco in acciaio inox Ø 180 mm | Anteriore: disco in acciaio inox Ø 300 mm / Posteriore: a disco in acciaio inox Ø 180 mm | Anteriore: disco in acciaio inox Ø 300 mm / Posteriore: a disco in acciaio inox Ø 180 mm |
| Pneumatici                                                        | anteriore da 100/80 17" tubeless su cerchi con canale da 2,75"; posteriore da 130/70 17" tubeless su cerchi con canale da 3,5". | anteriore da 100/80 17" tubeless su cerchi con canale da 2,75"; posteriore da 130/70 17" tubeless su cerchi con canale da 3,5". | anteriore da 100/80 17" tubeless su cerchi con canale da 2,75"; posteriore da 130/70 17" tubeless su cerchi con canale da 3,5". | anteriore da 100/80 17" tubeless su cerchi con canale da 2,75"; posteriore da 130/70 17" tubeless su cerchi con canale da 3,5". | anteriore da 100/80 17" tubeless su cerchi con canale da 2,75"; posteriore da 130/70 17" tubeless su cerchi con canale da 3,5". |
| Fonte dei dati:                                                   | | | | | |

| Caratteristiche tecniche - Aprilia RS 125 Extrema '92                              | Caratteristiche tecniche - Aprilia RS 125 Extrema '92                                                                                            | Caratteristiche tecniche - Aprilia RS 125 Extrema '92                                                                                            | Caratteristiche tecniche - Aprilia RS 125 Extrema '92                                                                                            | Caratteristiche tecniche - Aprilia RS 125 Extrema '92                                                                                            | Caratteristiche tecniche - Aprilia RS 125 Extrema '92                                                                                            |
| Dimensioni e pesi                                                                  | Dimensioni e pesi | Dimensioni e pesi | Dimensioni e pesi | Dimensioni e pesi | Dimensioni e pesi |
| ---------------------------------------------------------------------------------- | --- | --- | --- | --- | --- |
| Ingombri (lungh.×largh.×alt.)                                                      | 1960 × 780 × 1120 mm | 1960 × 780 × 1120 mm | 1960 × 780 × 1120 mm | 1960 × 780 × 1120 mm | 1960 × 780 × 1120 mm |
| Altezze                                                                            | Sella: 800 mm - Minima da terra: 130 mm | Sella: 800 mm - Minima da terra: 130 mm | Sella: 800 mm - Minima da terra: 130 mm | Sella: 800 mm - Minima da terra: 130 mm | Sella: 800 mm - Minima da terra: 130 mm |
| Interasse: 1345 mm                                                                 | Interasse: 1345 mm | Massa a vuoto: 142 kg | Massa a vuoto: 142 kg | Serbatoio: 13 l | Serbatoio: 13 l |
| Meccanica                                                                          | | | | | |
| Tipo motore: Rotax 123, monocilindrico a 2 tempi                                   | Tipo motore: Rotax 123, monocilindrico a 2 tempi                                                                                                 | Tipo motore: Rotax 123, monocilindrico a 2 tempi                                                                                                 | Tipo motore: Rotax 123, monocilindrico a 2 tempi                                                                                                 | Raffreddamento: a liquido | Raffreddamento: a liquido |
| Cilindrata                                                                         | 124,8 cm³ (Alesaggio 54,0 × Corsa 54,5 mm) | 124,8 cm³ (Alesaggio 54,0 × Corsa 54,5 mm) | 124,8 cm³ (Alesaggio 54,0 × Corsa 54,5 mm) | 124,8 cm³ (Alesaggio 54,0 × Corsa 54,5 mm) | 124,8 cm³ (Alesaggio 54,0 × Corsa 54,5 mm) |
| Distribuzione: valvola lamellare                                                   | Distribuzione: valvola lamellare | Distribuzione: valvola lamellare | Alimentazione: carburatore Dell'Orto VHSB 34 LD mm                                                                                               | Alimentazione: carburatore Dell'Orto VHSB 34 LD mm                                                                                               | Alimentazione: carburatore Dell'Orto VHSB 34 LD mm                                                                                               |
| Potenza: 23 kW / 31,27 CV a 11.000 rpm                                             | Potenza: 23 kW / 31,27 CV a 11.000 rpm | Coppia: 2,08 kg·m a 10.800 rpm | Coppia: 2,08 kg·m a 10.800 rpm | Rapporto di compressione: 12,5:1 | Rapporto di compressione: 12,5:1 |
| Frizione: multidisco in bagno d'olio                                               | Frizione: multidisco in bagno d'olio | Frizione: multidisco in bagno d'olio | Cambio: sequenziale a 6 marce sempre in presa | Cambio: sequenziale a 6 marce sempre in presa | Cambio: sequenziale a 6 marce sempre in presa |
| Accensione                                                                         | elettronica CDI (ad anticipo variabile) | elettronica CDI (ad anticipo variabile) | elettronica CDI (ad anticipo variabile) | elettronica CDI (ad anticipo variabile) | elettronica CDI (ad anticipo variabile) |
| Trasmissione                                                                       | a catena | a catena | a catena | a catena | a catena |
| Avviamento                                                                         | elettrico | elettrico | elettrico | elettrico | elettrico |
| Ciclistica                                                                         | | | | | |
| Telaio                                                                             | bitrave in alluminio | bitrave in alluminio | bitrave in alluminio | bitrave in alluminio | bitrave in alluminio |
| Sospensioni                                                                        | Anteriore: forcella teleidraulica a steli rovesciati da 40 mm "MARZOCCHI" / Posteriore: monoammortizzatore con regolazione del precarico "SACHS" | Anteriore: forcella teleidraulica a steli rovesciati da 40 mm "MARZOCCHI" / Posteriore: monoammortizzatore con regolazione del precarico "SACHS" | Anteriore: forcella teleidraulica a steli rovesciati da 40 mm "MARZOCCHI" / Posteriore: monoammortizzatore con regolazione del precarico "SACHS" | Anteriore: forcella teleidraulica a steli rovesciati da 40 mm "MARZOCCHI" / Posteriore: monoammortizzatore con regolazione del precarico "SACHS" | Anteriore: forcella teleidraulica a steli rovesciati da 40 mm "MARZOCCHI" / Posteriore: monoammortizzatore con regolazione del precarico "SACHS" |
| Freni                                                                              | Anteriore: disco singolo da 320 mm Brembo / Posteriore: disco singolo da 220 mm                                                                  | Anteriore: disco singolo da 320 mm Brembo / Posteriore: disco singolo da 220 mm                                                                  | Anteriore: disco singolo da 320 mm Brembo / Posteriore: disco singolo da 220 mm                                                                  | Anteriore: disco singolo da 320 mm Brembo / Posteriore: disco singolo da 220 mm                                                                  | Anteriore: disco singolo da 320 mm Brembo / Posteriore: disco singolo da 220 mm                                                                  |
| Pneumatici                                                                         | anteriore da 110/70 R 17; posteriore da 150/60 R 17                                                                                              | anteriore da 110/70 R 17; posteriore da 150/60 R 17                                                                                              | anteriore da 110/70 R 17; posteriore da 150/60 R 17                                                                                              | anteriore da 110/70 R 17; posteriore da 150/60 R 17                                                                                              | anteriore da 110/70 R 17; posteriore da 150/60 R 17                                                                                              |
| Fonte dei dati: https://www.revisioniautoblog.com/omoshop/shop/aprilia/gs/om53396/ | | | | | |

| Caratteristiche tecniche - Aprilia RS 125 '06-'12 | Caratteristiche tecniche - Aprilia RS 125 '06-'12 | Caratteristiche tecniche - Aprilia RS 125 '06-'12 | Caratteristiche tecniche - Aprilia RS 125 '06-'12 | Caratteristiche tecniche - Aprilia RS 125 '06-'12 | Caratteristiche tecniche - Aprilia RS 125 '06-'12 |
| --- | --- | --- | --- | --- | --- |
| | | | | | |
| Dimensioni e pesi | | | | | |
| Ingombri (lungh.×largh.×alt.) | 1955 × 720 × 1100 mm | 1955 × 720 × 1100 mm | 1955 × 720 × 1100 mm | 1955 × 720 × 1100 mm | 1955 × 720 × 1100 mm |
| Interasse: 1345 mm | Interasse: 1345 mm | Massa a vuoto: 127 kg, in ordine di marcia 137 kg | Massa a vuoto: 127 kg, in ordine di marcia 137 kg | Serbatoio: 14 litri (di cui riserva 3,5 litri) | Serbatoio: 14 litri (di cui riserva 3,5 litri) |
| Meccanica | | | | | |
| Tipo motore: Rotax 122, monocilindrico due tempi | Tipo motore: Rotax 122, monocilindrico due tempi | Tipo motore: Rotax 122, monocilindrico due tempi | Tipo motore: Rotax 122, monocilindrico due tempi | Raffreddamento: a liquido | Raffreddamento: a liquido |
| Cilindrata | 124,8 cm³ (Alesaggio 54,0 × Corsa 54,5 mm) | 124,8 cm³ (Alesaggio 54,0 × Corsa 54,5 mm) | 124,8 cm³ (Alesaggio 54,0 × Corsa 54,5 mm) | 124,8 cm³ (Alesaggio 54,0 × Corsa 54,5 mm) | 124,8 cm³ (Alesaggio 54,0 × Corsa 54,5 mm) |
| Distribuzione: valvola lamellare | Distribuzione: valvola lamellare | Distribuzione: valvola lamellare | Alimentazione: carburatore Dell'Orto PHBH 28 BD dal 2007/2008 carburatore Dell'Orto VHST 28 CD elettronico | Alimentazione: carburatore Dell'Orto PHBH 28 BD dal 2007/2008 carburatore Dell'Orto VHST 28 CD elettronico | Alimentazione: carburatore Dell'Orto PHBH 28 BD dal 2007/2008 carburatore Dell'Orto VHST 28 CD elettronico |
| Potenza: 11 kW - 15 CV (depotenziata) 21 kW - 28,6 CV (full power '06-'07) 18 kW - 24,5 CV (full power '08-'12) | Potenza: 11 kW - 15 CV (depotenziata) 21 kW - 28,6 CV (full power '06-'07) 18 kW - 24,5 CV (full power '08-'12) | Coppia: 12,5 Nm (depotenziata '06) 13 Nm (depotenziata '07-'09) 19 Nm (full power '06-'07) 17 Nm (full power '08-'12) | Coppia: 12,5 Nm (depotenziata '06) 13 Nm (depotenziata '07-'09) 19 Nm (full power '06-'07) 17 Nm (full power '08-'12) | Rapporto di compressione: 12,5 ± 0,5:1 | Rapporto di compressione: 12,5 ± 0,5:1 |
| Frizione: Dischi multipli, in bagno d'olio | Frizione: Dischi multipli, in bagno d'olio | Frizione: Dischi multipli, in bagno d'olio | Cambio: sequenziale a 6 rapporti (sempre in presa) 1° 10/30 (3,000) 2° 14/29 (2,071) 3° 17/27 (1,588) 4° 19/25 (1,316) 5° 21/24 (1,143) 6° 22/23 (1,045) | Cambio: sequenziale a 6 rapporti (sempre in presa) 1° 10/30 (3,000) 2° 14/29 (2,071) 3° 17/27 (1,588) 4° 19/25 (1,316) 5° 21/24 (1,143) 6° 22/23 (1,045) | Cambio: sequenziale a 6 rapporti (sempre in presa) 1° 10/30 (3,000) 2° 14/29 (2,071) 3° 17/27 (1,588) 4° 19/25 (1,316) 5° 21/24 (1,143) 6° 22/23 (1,045) |
| Accensione | unità di controllo CDI (ad anticipo variabile) | unità di controllo CDI (ad anticipo variabile) | unità di controllo CDI (ad anticipo variabile) | unità di controllo CDI (ad anticipo variabile) | unità di controllo CDI (ad anticipo variabile) |
| Trasmissione | primaria ad Ingranaggi: 19/63 (3,316) finale a Catena: 17/40 (2,353), dal 2007 16/40 (depotenziata), dal 2008 15/40 (full power) | primaria ad Ingranaggi: 19/63 (3,316) finale a Catena: 17/40 (2,353), dal 2007 16/40 (depotenziata), dal 2008 15/40 (full power) | primaria ad Ingranaggi: 19/63 (3,316) finale a Catena: 17/40 (2,353), dal 2007 16/40 (depotenziata), dal 2008 15/40 (full power) | primaria ad Ingranaggi: 19/63 (3,316) finale a Catena: 17/40 (2,353), dal 2007 16/40 (depotenziata), dal 2008 15/40 (full power) | primaria ad Ingranaggi: 19/63 (3,316) finale a Catena: 17/40 (2,353), dal 2007 16/40 (depotenziata), dal 2008 15/40 (full power) |
| Avviamento | Elettrico | Elettrico | Elettrico | Elettrico | Elettrico |
| Ciclistica | | | | | |
| Telaio | Doppio trave inclinato in fusione di alluminio, con struttura a guscio in parete sottile e nervature incrociate di rinforzo | Doppio trave inclinato in fusione di alluminio, con struttura a guscio in parete sottile e nervature incrociate di rinforzo | Doppio trave inclinato in fusione di alluminio, con struttura a guscio in parete sottile e nervature incrociate di rinforzo | Doppio trave inclinato in fusione di alluminio, con struttura a guscio in parete sottile e nervature incrociate di rinforzo | Doppio trave inclinato in fusione di alluminio, con struttura a guscio in parete sottile e nervature incrociate di rinforzo |
| Sospensioni | Anteriore: Forcella teleidraulica a steli rovesciati (upside-down), Ø 40 mm, escursione ruota 120 mm / Posteriore: Forcellone oscillante in fusione di alluminio con bracci asimmetrici a struttura a guscio in parete sottile, monoammortizzatore idraulico con regolazione precarico molla, escursione ruota 120 mm | Anteriore: Forcella teleidraulica a steli rovesciati (upside-down), Ø 40 mm, escursione ruota 120 mm / Posteriore: Forcellone oscillante in fusione di alluminio con bracci asimmetrici a struttura a guscio in parete sottile, monoammortizzatore idraulico con regolazione precarico molla, escursione ruota 120 mm | Anteriore: Forcella teleidraulica a steli rovesciati (upside-down), Ø 40 mm, escursione ruota 120 mm / Posteriore: Forcellone oscillante in fusione di alluminio con bracci asimmetrici a struttura a guscio in parete sottile, monoammortizzatore idraulico con regolazione precarico molla, escursione ruota 120 mm | Anteriore: Forcella teleidraulica a steli rovesciati (upside-down), Ø 40 mm, escursione ruota 120 mm / Posteriore: Forcellone oscillante in fusione di alluminio con bracci asimmetrici a struttura a guscio in parete sottile, monoammortizzatore idraulico con regolazione precarico molla, escursione ruota 120 mm | Anteriore: Forcella teleidraulica a steli rovesciati (upside-down), Ø 40 mm, escursione ruota 120 mm / Posteriore: Forcellone oscillante in fusione di alluminio con bracci asimmetrici a struttura a guscio in parete sottile, monoammortizzatore idraulico con regolazione precarico molla, escursione ruota 120 mm |
| Freni | Anteriore: disco flottante Ø 320 mm, con pinza radiale a quattro pistoncini a diametro differenziato Ø 32 mm – Ø 27 mm / Posteriore: disco singolo Ø 220 mm, pinza a due pistoncini Ø 30 mm; tubi freno in treccia metallica                                                                                          | Anteriore: disco flottante Ø 320 mm, con pinza radiale a quattro pistoncini a diametro differenziato Ø 32 mm – Ø 27 mm / Posteriore: disco singolo Ø 220 mm, pinza a due pistoncini Ø 30 mm; tubi freno in treccia metallica                                                                                          | Anteriore: disco flottante Ø 320 mm, con pinza radiale a quattro pistoncini a diametro differenziato Ø 32 mm – Ø 27 mm / Posteriore: disco singolo Ø 220 mm, pinza a due pistoncini Ø 30 mm; tubi freno in treccia metallica                                                                                          | Anteriore: disco flottante Ø 320 mm, con pinza radiale a quattro pistoncini a diametro differenziato Ø 32 mm – Ø 27 mm / Posteriore: disco singolo Ø 220 mm, pinza a due pistoncini Ø 30 mm; tubi freno in treccia metallica                                                                                          | Anteriore: disco flottante Ø 320 mm, con pinza radiale a quattro pistoncini a diametro differenziato Ø 32 mm – Ø 27 mm / Posteriore: disco singolo Ø 220 mm, pinza a due pistoncini Ø 30 mm; tubi freno in treccia metallica                                                                                          |
| Pneumatici | Tubeless radiali, anteriore 110/70 17”, post. 150/60 17” - Cerchi: In lega di alluminio, anteriore 3,00 x 17”, posteriore 4,00 x 17” | Tubeless radiali, anteriore 110/70 17”, post. 150/60 17” - Cerchi: In lega di alluminio, anteriore 3,00 x 17”, posteriore 4,00 x 17” | Tubeless radiali, anteriore 110/70 17”, post. 150/60 17” - Cerchi: In lega di alluminio, anteriore 3,00 x 17”, posteriore 4,00 x 17” | Tubeless radiali, anteriore 110/70 17”, post. 150/60 17” - Cerchi: In lega di alluminio, anteriore 3,00 x 17”, posteriore 4,00 x 17” | Tubeless radiali, anteriore 110/70 17”, post. 150/60 17” - Cerchi: In lega di alluminio, anteriore 3,00 x 17”, posteriore 4,00 x 17” |
| Altro | | | | | |
| Omologazione | Euro 2, dal 2007 (depotenziata) / 2008 (full power) Euro 3 | Euro 2, dal 2007 (depotenziata) / 2008 (full power) Euro 3 | Euro 2, dal 2007 (depotenziata) / 2008 (full power) Euro 3 | Euro 2, dal 2007 (depotenziata) / 2008 (full power) Euro 3 | Euro 2, dal 2007 (depotenziata) / 2008 (full power) Euro 3 |
| Generatore | 12V - 180 W | 12V - 180 W | 12V - 180 W | 12V - 180 W | 12V - 180 W |
| Fonte dei dati: https://typenscheine.ch/en/Info/6AA213-PY;00021kW https://www.kenteken.tv/etgnummer-variant-uitvoering-details.php?tgknummer=e11%2A2002%2F24%2A0383%2A00&variant=A&uitvoering=00 https://typenscheine.ch/en/Info/6AA286-RM%3B00018kW https://typenscheine.ch/en/Info/6AA252-RD%3B00011kW | | | | | |

| Caratteristiche tecniche - Aprilia RS 250 | Caratteristiche tecniche - Aprilia RS 250 | Caratteristiche tecniche - Aprilia RS 250 | Caratteristiche tecniche - Aprilia RS 250 | Caratteristiche tecniche - Aprilia RS 250 | Caratteristiche tecniche - Aprilia RS 250 |
| Dimensioni e pesi | Dimensioni e pesi | Dimensioni e pesi | Dimensioni e pesi | Dimensioni e pesi | Dimensioni e pesi |
| --- | --- | --- | --- | --- | --- |
| Ingombri (lungh.×largh.×alt.) | 1980, dal 1998 1975 × 690 × 1090, dal 1998 1180 mm | 1980, dal 1998 1975 × 690 × 1090, dal 1998 1180 mm | 1980, dal 1998 1975 × 690 × 1090, dal 1998 1180 mm | 1980, dal 1998 1975 × 690 × 1090, dal 1998 1180 mm | 1980, dal 1998 1975 × 690 × 1090, dal 1998 1180 mm |
| Altezze | Sella: 810 mm - Minima da terra: 135 mm | Sella: 810 mm - Minima da terra: 135 mm | Sella: 810 mm - Minima da terra: 135 mm | Sella: 810 mm - Minima da terra: 135 mm | Sella: 810 mm - Minima da terra: 135 mm |
| Interasse: 1370, dal 1998 1360 mm | Interasse: 1370, dal 1998 1360 mm | Massa a vuoto: 162 kg, dal 1998 167 kg (in ordine di marcia) kg | Massa a vuoto: 162 kg, dal 1998 167 kg (in ordine di marcia) kg | Serbatoio: 16,5 l, dal 1998 in poi sarà da 19,5 l | Serbatoio: 16,5 l, dal 1998 in poi sarà da 19,5 l |
| Meccanica | | | | | |
| Tipo motore: Bicilindrico a 2 tempi a L da 90° | Tipo motore: Bicilindrico a 2 tempi a L da 90° | Tipo motore: Bicilindrico a 2 tempi a L da 90° | Tipo motore: Bicilindrico a 2 tempi a L da 90° | Raffreddamento: a liquido | Raffreddamento: a liquido |
| Cilindrata | 249,25 cm³ (Alesaggio 56 × Corsa 50,6 mm) | 249,25 cm³ (Alesaggio 56 × Corsa 50,6 mm) | 249,25 cm³ (Alesaggio 56 × Corsa 50,6 mm) | 249,25 cm³ (Alesaggio 56 × Corsa 50,6 mm) | 249,25 cm³ (Alesaggio 56 × Corsa 50,6 mm) |
| Distribuzione: valvola lamellare | Distribuzione: valvola lamellare | Distribuzione: valvola lamellare | Alimentazione: a 2 carburatori Mikuni TM 34 SS | Alimentazione: a 2 carburatori Mikuni TM 34 SS | Alimentazione: a 2 carburatori Mikuni TM 34 SS |
| Potenza: all'albero 45 kw a 11.000 rpm dal 1998 46 kw a 11.000 rpm | Potenza: all'albero 45 kw a 11.000 rpm dal 1998 46 kw a 11.000 rpm | Coppia: 4,05 kgf-m / 10.750 rpm dal 1998 4,08 kgf-m / 11.000 rpm | Coppia: 4,05 kgf-m / 10.750 rpm dal 1998 4,08 kgf-m / 11.000 rpm | Rapporto di compressione: 12±0,7:1 | Rapporto di compressione: 12±0,7:1 |
| Frizione: multidisco in bagno d'olio | Frizione: multidisco in bagno d'olio | Frizione: multidisco in bagno d'olio | Cambio: sequenziale a 6 marce sempre in presa 1° 11/27 (2,454) 2° 16/26 (1,625) 3° 17/21 (1,235) 4° 22/23 (1,045) 5° 24/22 (0,916) 6° 25/21 (0,840) | Cambio: sequenziale a 6 marce sempre in presa 1° 11/27 (2,454) 2° 16/26 (1,625) 3° 17/21 (1,235) 4° 22/23 (1,045) 5° 24/22 (0,916) 6° 25/21 (0,840) | Cambio: sequenziale a 6 marce sempre in presa 1° 11/27 (2,454) 2° 16/26 (1,625) 3° 17/21 (1,235) 4° 22/23 (1,045) 5° 24/22 (0,916) 6° 25/21 (0,840) |
| Accensione | CDI digitale (ad anticipo variabile 3D) | CDI digitale (ad anticipo variabile 3D) | CDI digitale (ad anticipo variabile 3D) | CDI digitale (ad anticipo variabile 3D) | CDI digitale (ad anticipo variabile 3D) |
| Trasmissione | primaria ad ingranaggi: 23/59 (2,565); finale a catena: 14/42 (3,000) | primaria ad ingranaggi: 23/59 (2,565); finale a catena: 14/42 (3,000) | primaria ad ingranaggi: 23/59 (2,565); finale a catena: 14/42 (3,000) | primaria ad ingranaggi: 23/59 (2,565); finale a catena: 14/42 (3,000) | primaria ad ingranaggi: 23/59 (2,565); finale a catena: 14/42 (3,000) |
| Avviamento | a pedale | a pedale | a pedale | a pedale | a pedale |
| Ciclistica | | | | | |
| Telaio | bitrave a elementi fusi e in lamiera stampata in alluminio | bitrave a elementi fusi e in lamiera stampata in alluminio | bitrave a elementi fusi e in lamiera stampata in alluminio | bitrave a elementi fusi e in lamiera stampata in alluminio | bitrave a elementi fusi e in lamiera stampata in alluminio |
| Sospensioni | Anteriore: forcella teleidraulica a steli rovesciati pluriregolabile da 40mm "MARZOCCHI" (dal '98 41mm "SHOWA") / Posteriore: monoammortizzatore pluriregolabile | Anteriore: forcella teleidraulica a steli rovesciati pluriregolabile da 40mm "MARZOCCHI" (dal '98 41mm "SHOWA") / Posteriore: monoammortizzatore pluriregolabile | Anteriore: forcella teleidraulica a steli rovesciati pluriregolabile da 40mm "MARZOCCHI" (dal '98 41mm "SHOWA") / Posteriore: monoammortizzatore pluriregolabile | Anteriore: forcella teleidraulica a steli rovesciati pluriregolabile da 40mm "MARZOCCHI" (dal '98 41mm "SHOWA") / Posteriore: monoammortizzatore pluriregolabile | Anteriore: forcella teleidraulica a steli rovesciati pluriregolabile da 40mm "MARZOCCHI" (dal '98 41mm "SHOWA") / Posteriore: monoammortizzatore pluriregolabile |
| Freni | Anteriore: doppio disco da 298 mm Brembo / Posteriore: disco singolo da 220 mm | Anteriore: doppio disco da 298 mm Brembo / Posteriore: disco singolo da 220 mm | Anteriore: doppio disco da 298 mm Brembo / Posteriore: disco singolo da 220 mm | Anteriore: doppio disco da 298 mm Brembo / Posteriore: disco singolo da 220 mm | Anteriore: doppio disco da 298 mm Brembo / Posteriore: disco singolo da 220 mm |
| Pneumatici | anteriore da 110/70 ZR 17 su cerchi con canale da 3,00"; posteriore da 150/60 ZR 17 o in alternativa 160/60 ZR 17 su cerchi con canale da 4,50" dal 1998 anteriore da 110/70 ZR 17 o 120/60 ZR 17 su cerchi con canale da 3,50"; posteriore da 150/60 ZR 17 o 160/60 ZR 17 | anteriore da 110/70 ZR 17 su cerchi con canale da 3,00"; posteriore da 150/60 ZR 17 o in alternativa 160/60 ZR 17 su cerchi con canale da 4,50" dal 1998 anteriore da 110/70 ZR 17 o 120/60 ZR 17 su cerchi con canale da 3,50"; posteriore da 150/60 ZR 17 o 160/60 ZR 17 | anteriore da 110/70 ZR 17 su cerchi con canale da 3,00"; posteriore da 150/60 ZR 17 o in alternativa 160/60 ZR 17 su cerchi con canale da 4,50" dal 1998 anteriore da 110/70 ZR 17 o 120/60 ZR 17 su cerchi con canale da 3,50"; posteriore da 150/60 ZR 17 o 160/60 ZR 17 | anteriore da 110/70 ZR 17 su cerchi con canale da 3,00"; posteriore da 150/60 ZR 17 o in alternativa 160/60 ZR 17 su cerchi con canale da 4,50" dal 1998 anteriore da 110/70 ZR 17 o 120/60 ZR 17 su cerchi con canale da 3,50"; posteriore da 150/60 ZR 17 o 160/60 ZR 17 | anteriore da 110/70 ZR 17 su cerchi con canale da 3,00"; posteriore da 150/60 ZR 17 o in alternativa 160/60 ZR 17 su cerchi con canale da 4,50" dal 1998 anteriore da 110/70 ZR 17 o 120/60 ZR 17 su cerchi con canale da 3,50"; posteriore da 150/60 ZR 17 o 160/60 ZR 17 |
| Prestazioni dichiarate | | | | | |
| Velocità massima | 200, dal 1998 210 km/h | 200, dal 1998 210 km/h | 200, dal 1998 210 km/h | 200, dal 1998 210 km/h | 200, dal 1998 210 km/h |
| Accelerazione | 0-400metri: 12,6 s, dal 1998 13,3 s; 0-100 km/h in 4,5 s, dal 1998 5 s | 0-400metri: 12,6 s, dal 1998 13,3 s; 0-100 km/h in 4,5 s, dal 1998 5 s | 0-400metri: 12,6 s, dal 1998 13,3 s; 0-100 km/h in 4,5 s, dal 1998 5 s | 0-400metri: 12,6 s, dal 1998 13,3 s; 0-100 km/h in 4,5 s, dal 1998 5 s | 0-400metri: 12,6 s, dal 1998 13,3 s; 0-100 km/h in 4,5 s, dal 1998 5 s |
| Consumo | extraurbano 15,9; a 120 km/h 13,2; al limite 7 | extraurbano 15,9; a 120 km/h 13,2; al limite 7 | extraurbano 15,9; a 120 km/h 13,2; al limite 7 | extraurbano 15,9; a 120 km/h 13,2; al limite 7 | extraurbano 15,9; a 120 km/h 13,2; al limite 7 |
| Fonte dei dati: https://www.autosprintcrema.it/schede-tecniche/prodotto/aprilia-tipo-ld-1994/ https://www.autosprintcrema.it/schede-tecniche/prodotto/aprilia-tipo-lda0-1997/ | | | | | |